# Афтон (город, Миннесота)
Афтон (англ. Afton) — город в округе Вашингтон, штат Миннесота, США. На площади 68,3 км² (65,2 км² — суша, 3,1 км² — вода), согласно переписи 2002 года, проживают 2839 человек. Плотность населения составляет 43,5 чел./км². 
- Телефонный код города — 651
- Почтовый индекс — 55001
- FIPS-код города — 27-00316[1]
- GNIS-идентификатор — 0639223[2]